# Dramane Traoré
Dramane Traoré (ur. 17 czerwca 1982 w Bamako) – malijski piłkarz grający na pozycji napastnika.

## Kariera klubowa
Traoré pochodzi z Bamako, stolicy Mali. Jest wychowankiem tamtejszego klubu Stade Malien, w barwach którego zadebiutował w 1999 roku w lidze malijskiej. W tamtym sezonie zdobył z nim Puchar Mali. W 2000 roku zmienił barwy klubowe i został piłkarzem Djoliba Athletic Club, ówczesnego mistrza kraju. W Djoliba występował przez 2 lata. W 2001 roku wyjechał do Egiptu i podpisał kontrakt z tamtejszym Ismaily SC. Przez 3 sezony występował w tym zespole w pierwszej lidze Egiptu. W 2002 roku został mistrzem kraju, a w 2003 dotarł do finału Afrykańskiej Ligi Mistrzów, jednak Egipcjanie ulegli nigeryjskiemu Enyimba FC. W 2003 roku zajął z Ismaily 3. miejsce, podobnie jak w 2004. Wtedy też po sezonie przeniósł się do tunezyjskiego Club Africain Tunis. Najpierw w 2005 roku wywalczył wicemistrzostwo Tunezji, a rok później zajął 3. miejsce w lidze.
Na początku 2006 roku Traoré wyjechał do Rosji i podpisał kontrakt z tamtejszym Lokomotiwem Moskwa. Lokomotiw zapłacił tunezyjskiemu klubowi milion euro. W Premier Lidze zadebiutował 19 marca w przegranym 0:1 z Krylją Sowietow Samara. W całym sezonie strzelił 6 goli w lidze – swojego pierwszego w majowym meczu z Zenitem Petersburg (3:1). Z Lokomotiwem zajął 3. pozycję na koniec sezonu. W 2007 roku zdobył Puchar Rosji. W 2009 roku Traoré został wypożyczony do Kubania Krasnodar, a w 2010 wrócił do Lokomotiwu. Na początku 2011 roku został zawodnikiem Espérance Tunis, a 3 sierpnia 2011 podpisał 3-letni kontrakt z ukraińskim Metałurhiem Donieck. Po zakończeniu sezonu 2012/13 opuścił doniecki klub. Następnie grał w takich klubach jak: Dubai CSC, PDRM, Kelantan i Pune City.
| Sezon   | Klub                  | Kraj                         | Rozgrywki               | Mecze | Bramki |
| ------- | --------------------- | ---------------------------- | ----------------------- | ----- | ------ |
| 1999    | Stade Malien          | Mali                         | Championnat de Mali     | ?     | ?      |
| 2000    | Djoliba Athletic Club | Mali                         | Championnat de Mali     | ?     | ?      |
| 2001    | Djoliba Athletic Club | Mali                         | Championnat de Mali     | ?     | ?      |
| 2001/02 | Ismaily SC            | Egipt                        | 1. liga                 | ?     | ?      |
| 2002/03 | Ismaily SC            | Egipt                        | 1. liga                 | ?     | ?      |
| 2003/04 | Ismaily SC            | Egipt                        | 1. liga                 | 16    | 2      |
| 2004/05 | Club Africain Tunis   | Tunezja                      | Championnat de Tunisie  | ?     | ?      |
| 2005/06 | Club Africain Tunis   | Tunezja                      | Championnat de Tunisie  | ?     | ?      |
| 2006    | Lokomotiw Moskwa      | Rosja                        | Priemjer-Liga           | 21    | 6      |
| 2007    | Lokomotiw Moskwa      | Rosja                        | Priemjer-Liga           | 21    | 5      |
| 2008    | Lokomotiw Moskwa      | Rosja                        | Priemjer-Liga           | 13    | 1      |
| 2009    | Kubań Krasnodar       | Rosja                        | Priemjer-Liga           | 27    | 8      |
| 2010    | Lokomotiw Moskwa      | Rosja                        | Priemjer-Liga           | 17    | 0      |
| 2010/11 | Espérance Tunis       | Tunezja                      | Championnat de Tunisie  | 12    | 7      |
| 2011/12 | Metałurh Donieck      | Ukraina                      | Premier-liha            | 24    | 5      |
| 2012/13 | Metałurh Donieck      | Ukraina                      | Premier-liha            | 25    | 9      |
| 2013/14 | Dubai CSC             | Zjednoczone Emiraty Arabskie | UAE League              | 15    | 8      |
| 2015    | PDRM                  | Malezja                      | Malaysia Premier League | ?     | 19     |
| 2016    | Kelantan FA           | Malezja                      | Malaysia Premier League | 11    | 39     |
| 2016    | Pune City             | Indie                        | Indian Super League     | 12    | 0      |

## Kariera reprezentacyjna
W reprezentacji Mali Traoré zadebiutował w 2003 roku. W 2004 roku był członkiem olimpijskiej drużyny na Igrzyska Olimpijskie w Atenach. Z Mali zajął 1. miejsce w grupie A i dotarł do ćwierćfinału, w którym afrykańska drużyna uległa 0:1 Włochom. W eliminacjach do Pucharu Narodów Afryki 2008 zdobył w 90. minucie zwycięskiego gola w wygranym 1:0 meczu z Togo.